# Aenasius phenacocci
Aenasius phenacocci är en stekelart som först beskrevs av William Harris Ashmead 1902.  Aenasius phenacocci ingår i släktet Aenasius och familjen sköldlussteklar. Inga underarter finns listade i Catalogue of Life.